# Martin Verkerk
Martin Verkerk (* 31. Oktober 1978 in Leiderdorp) ist ein ehemaliger niederländischer Tennisspieler.

## Karriere
Sein größter Erfolg war das Erreichen des Finales bei den French Open im Jahre 2003. Dort unterlag er jedoch dem Spanier Juan Carlos Ferrero.
In der Folge war Verkerk häufig vom Verletzungspech verfolgt. So qualifizierte er sich zwar für die Olympischen Spiele 2004 in Athen, konnte aber wegen einer Verletzung nicht an ihnen teilnehmen. Im Dezember 2008 trat er vom aktiven Profisport zurück.

## Erfolge
| Legende                       |
| Grand Slam                    |
| Tennis Masters Cup            |
| ATP Masters Series            |
| ATP International Series Gold |
| ATP International Series (2)  |
| ATP Challenger Tour (7)       |

| Titel nach Belag |
| Hartplatz        |
| Sand (1)         |
| Rasen            |
| Teppich (1)      |

### Einzel

#### Turniersiege

##### ATP World Tour
| Nr. | Datum           | Turnier    | Belag       | Finalgegner        | Ergebnis       |
| --- | --------------- | ---------- | ----------- | ------------------ | -------------- |
| 1.  | 27. Januar 2003 | Mailand    | Teppich (i) | Jewgeni Kafelnikow | 6:4, 5:7, 7:5  |
| 2.  | 12. Juli 2004   | Amersfoort | Sand        | Fernando González  | 7:65, 4:6, 6:4 |

##### ATP Challenger Tour
| Nr. | Datum             | Turnier   | Belag         | Finalgegner     | Ergebnis      |
| --- | ----------------- | --------- | ------------- | --------------- | ------------- |
| 1.  | 2. Juni 2002      | Turin II  | Sand          | Vadim Kutsenko  | 4:6, 6:4, 6:3 |
| 2.  | 17. November 2002 | Knoxville | Hartplatz (i) | Mardy Fish      | 6:3, 6:4      |
| 3.  | 27. Juli 2003     | Hilversum | Sand          | John van Lottum | 6:3, 6:1      |
| 4.  | 20. April 2008    | Athen     | Sand          | Adrian Cruciat  | 6:3, 6:3      |

#### Finalteilnahmen
| Nr. | Datum        | Turnier     | Belag | Finalgegner         | Ergebnis      |
| --- | ------------ | ----------- | ----- | ------------------- | ------------- |
| 1.  | 8. Juni 2003 | French Open | Sand  | Juan Carlos Ferrero | 1:6, 2:6, 3:6 |
| 2.  | 2. Mai 2004  | München     | Sand  | Nikolai Dawydenko   | 4:6, 5:7      |

### Doppel

#### Turniersiege

##### ATP Challenger Tour
| Nr. | Datum             | Turnier      | Belag         | Partner         | Finalgegner                   | Ergebnis |
| --- | ----------------- | ------------ | ------------- | --------------- | ----------------------------- | -------- |
| 1.  | 29. Juni 2002     | Eisenach     | Sand          | Edwin Kempes    | Marcos Daniel Adrián García   | 6:3, 6:4 |
| 2.  | 14. Juli 2002     | Scheveningen | Sand          | Edwin Kempes    | Mariano Hood Sebastián Prieto | 6:4, 6:1 |
| 3.  | 17. November 2002 | Knoxville    | Hartplatz (i) | Dmitri Tursunow | Hugo Armando Sergio Roitman   | 6:3, 6:4 |

#### Finalteilnahmen
| Nr. | Datum              | Turnier      | Belag     | Partner        | Finalgegner                 | Ergebnis      |
| --- | ------------------ | ------------ | --------- | -------------- | --------------------------- | ------------- |
| 1.  | 15. September 2002 | Taschkent    | Hartplatz | Raemon Sluiter | David Adams Robbie Koenig   | 2:6, 5:7      |
| 2.  | 9. März 2003       | Delray Beach | Hartplatz | Raemon Sluiter | Leander Paes Nenad Zimonjić | 5:7, 6:3, 5:7 |